# Poul H. Mørck
Poul Herluf Mørck (29. april 1900 på Frederiksberg – 13. februar 1990 i Skodsborg) var en dansk arkitekt.

## Uddannelse
Han var søn af snedkermester Axel Elvinus Mørck og Mary født Henningsen, blev student fra Plockross' Skole 1918, tog filosofikum 1919 og blev optaget på Kunstakademiets Arkitektskole samme år. Han var på studierejse i Frankrig og Italien 1925 og tog afgang fra Kunstakademiet 1929, var medarbejder hos Carlsbergs arkitekt Carl Harild 1922-27 og 1931-32 og konduktør for arkitekt Holger Jacobsen ved opførelsen af Statsradiofonibygningen (Stærekassen) 1928-30. 1927 modtog Mørck Theophilus Hansens Legat. Han rejste i Finland 1937, Italien, Tyskland og Norge 1938 og var flere gange i Sverige 1930-40.

## Karriere
Mørck var leder af Carlsberg Bryggeriernes arkitektkontor 1932-34, rådgivende arkitekt for Christians Kirke fra 1932 og drev selvstændig arkitektvirksomhed fra 1934. Han blev således ansvarlige for restaureringen af kirken efter bombardementet af Burmeister & Wain på Christianshavn den 27. januar 1943. Han var kortvarigt arkitekt for Carlsberg, udførte en række anlæg for Højgaard & Schultz og blev senere især en anvendt arkitekt for erhvervsbyggeri. Mørck optrådte også som møbelarkitekt, men uden synderlig originalitet.
Han var medarbejder ved tidsskriftet Arkitekten 1934-38, lærer ved Det tekniske Selskabs Skoler fra 1936, sekretær i Akademisk Arkitektforening 1937-45 og medlem af bestyrelsen for samme 1948-54. Desuden vurderingsinspektør for Østifternes Land-Hypothekforening fra 1949 til 1965 og for Provinshypoteksforeningen 1965-69.
Han blev gift 23. oktober 1926 i København med Aase Jensen (14. juli 1905 smst. - 7. januar 1964 smst.), datter af revisor Vilfred Jensen og Sigrid født Kornbeck.

## Værker

### Villaer
- Tofamiliehus, Grøndalsvej 68, Frederiksberg (1933)
- Travervænget 10, Charlottenlund (1934)
- Havrevej 35, Brønshøj (1935-36)
- Gyldenholms Allé 16, Gentofte (1936)
- Lundely 10, Hellerup (1941, ombygget 1957)
- Tuborgvej 28, Hellerup (1946)
- Svanemøllevej 20, København (1947)
- Ahornvej 9, Virum (1957)
- Højloftsvej, Glostrup (1935)
- Ringstedvej/Nordborgvej, Haslev (1951)

For Højgaard & Schultz:
- Stationsbygning og vandtårn, Telsioi-Krelinga, Litauen (1928)
- Kraftstation, Laxa, Island (1938)
- Varmeanlæg, Reykjavík (1940)
- Vandreservoir, Bavnehøj, Lyngby-Taarbæk Kommune (1939)
- Vandtårn, Børnehjemsvej/Hadsundvej, Randers (1949-50)

### Om- og tilbygninger og restaureringer
- Christians Kirke, København (1928-29, 1945-46, 1960-65)
- Ombygning af tjenesteboliger sammesteds (1938-39, 1964-66)
- Sommerhuse i Greve Strand og Karlslunde Strand (1929, 1933)
- Villaer i Valby, Charlottenlund, Holte, Klampenborg, Hellerup (1939-54)

### Etageejendomme
- Holger Danskes Vej 2/Falkoner Allé 71, Frederiksberg (1934)
- Kronprinsessegade 44, København (1947)
- Sankt Markus Plads 8/Forchhammersvej 4-6, Frederiksberg (1948)

### Erhvervsbyggeri
- Vollmond, Godthåbsvej 1933-35 (1930)
- Citroën, Strandboulevarden 91 (1934, nedrevet)
- Film- og operatørrum, Carlsberg Bryggerierne (1934)
- Direktør Hans Foghs villa, sammesteds (1936)
- Borgerstuer, tappehal, sammesteds (1938-40)
- Carl Allers trykkeri, Vigerslev Allé (1936-38, nedrevet)
- Bing & Grøndahl, Vesterbrogade og Smallegade (1942-48)
- Frederikssund Jernstøberi, Frederikssund (1943-46, 1959)
- Porcelænsfabrikken Norden, Valby Langgade 95 (1946-50)
- G. Borgquist & Co., Peter Ipsens Allé 20 (1945-47)
- Butik for Bing & Grøndahl, Amagertorv 4 (1945-59)
- Dansk Fodboldindustri, Byglandsgade 5 (1946, nedrevet)
- Dagbladet København, Sankt Annæ Passage, Vestre Boulevard, Strandgade 36 (1946-48)

### Nyindretninger
- Sædingegård, Rødby (1937-41)
- Statens Studenterkursus, Thorvaldsensvej 24, Frederiksberg (1943-44)
- Gjeddesdal, Tåstrup (1946)
- Bianco Lunos Boghandel, Otto Mønsteds Gade 3 (1946)
- Tårnholm, Korsør (1947, 1953)
- Statens Studenterkursus, Mynstersvej 5, Frederiksberg (1952-54, sammen med J. Schmidt-Andersen)
- Chr. Troelstrups butik, Vester Voldgade 5, København (1960)
- Østifternes Land-Hypothekforenings kontor, Øster Allé 31, København (1960)

### Projekter
- Flere villaer
- Biograf med 700 pladser (1937)
- Dapresco, Presse- og sprøjtestøberi (1948)

Møbler bl.a.:
- Til Københavns Snedkerlaugs konkurrence
- Rullebord i stål, træ og glas (1932, Fritz Hansens Møbelfabrik)
- Kontormøbler (1931, ingeniør S. og H. Møhl)
- Til Ivan Nymann, Sædingegård (1921-38)
- Til rektor Tage Høegh, Lundely (1944)
- Til sekretær Erik P. Klintholm, Ahornvej (1936, 1949)
- Desuden tavle, Smedenes Laugshus, Grønnegade (1931-32)
- Christians Kirkes krypt, inventar (1934- 46), altertæppe sammesteds (1958) og urner sammesteds (1961)